# Erik Ummereise
Erik Ummereise född 1350, död 2 mars 1414, var en riddare och ägare till Björnö i Kalmar. Son till Johan Ummereise och Bengta Kettilsdotter Glysing.
1390 ärvde Erik Ummereise godset Björnö utanför Kalmar, efter sin far Johan Ummereise som avled 1389, och med ytterligare jord han köpte i Möre blev han Smålands rikaste man. Efter att han gått över till att stödja Margareta slogs han till riddare i Kalmar Storkyrka 1397. Efter att Erik dött den 2 mars 1414 tog sonen Johan Ummereise d.y. över Björnö som han ägde till sin död omkring 1440.
Erik Ummereise var gift med Märta Sture, (död före 7 augusti 1424) dotter till Algot Magnusson (Sture).
Hans syster Katarina Ummereise var gift med Povl Breide (de hade sonen Joachim Breide) och den 24 juli 1406, på Björnö gods, skiftar Erik Ummereise arv med sin svåger herr Povl Breide:
| ”                                       | Thet skall allom witterlikt wara, som thetta breff höra äller see, att iak Erich Vmmereise, riddare, kännes medh thesso mino opno breff mik medh minom swåg herra Påwall Breydhe ok mine syster Katerina rätt skipte giordht haffua badhe om jordha godz ok lössöra i swådanna måtto, at förenämdhe Påwall ok min syster Katerina skall behålla till sin deel thessin godz, som är hoffgårdhen i Broby ok hoffgarden i Mylstörp, i bool i Heslaby, 4 bool i Hult, 3 bool i Rydhe, 2 bool i Quigarydhe, ett bol i Ysagårde, ett bool i Rimmarum, 8 bool i Wibotorp, ett bool i Sudherby, ett bool i Åssgudzrum, ett bool i Arnatorp, ett bool i Höxrium, 5 örtuga, ett bool i Walby, 2 bool i Hagaby, 4 bool i Bogatorp, ett bool i Ryssby, ett bol och ett hemol i Ygurlösom, ett bool i Bogatorp, ett bool i Ryssby, ett bol och ett hemol i Ygurlösom, ett bool i Trottatorp, ett bol i Nannatorp, ett bool i Holms quarn, Stakaquarn, Högaqwarn i Wästerslät, 3½ bool i Knaplösa, ett bool sunnan skogh i Hagundabodum, ett gårdh i Ladharydh, 4 bool i Flodha lyckia, eth bool i Fimalyckia, ett bool i Thorstorp, ett bool i Lökarydh, ett bool i Stokkabodum, ett bool i Gersabäcknäs, eth bool ok ett hemol i Wästra Emabodum, 2 bol i Kapmala, eth bol i Lindehulte, ett bol i Rörsbodhum, eth bol i Baramala, eth bol i Lindehulte, eth bol ok i Fiddakulla. Ok thy oppå thet at thetta skipte fast ok stadugt blifuer, tå förbiudher iak minom arffwom före:da Påual ok min syster Katerina ällar thera arffwa här om hindra älla quällia ok nåkrom lundom annat sin til mere skipte wraka. Til thess mere wisso ok witnesbyrdh bedes iak wälborna manna insigle, som herra Oloff Axolson riddare ok Godzskalk Benchtson, at hängia före thetta bref medh mino egno. Scriptum Biörnö anno Domini mcd sexto uigilia beati Iacobi apostoli gloriosi. | „ |
| – Diplomatarium Danicum nr. 14060724002 | |   |